# Bernd Diener

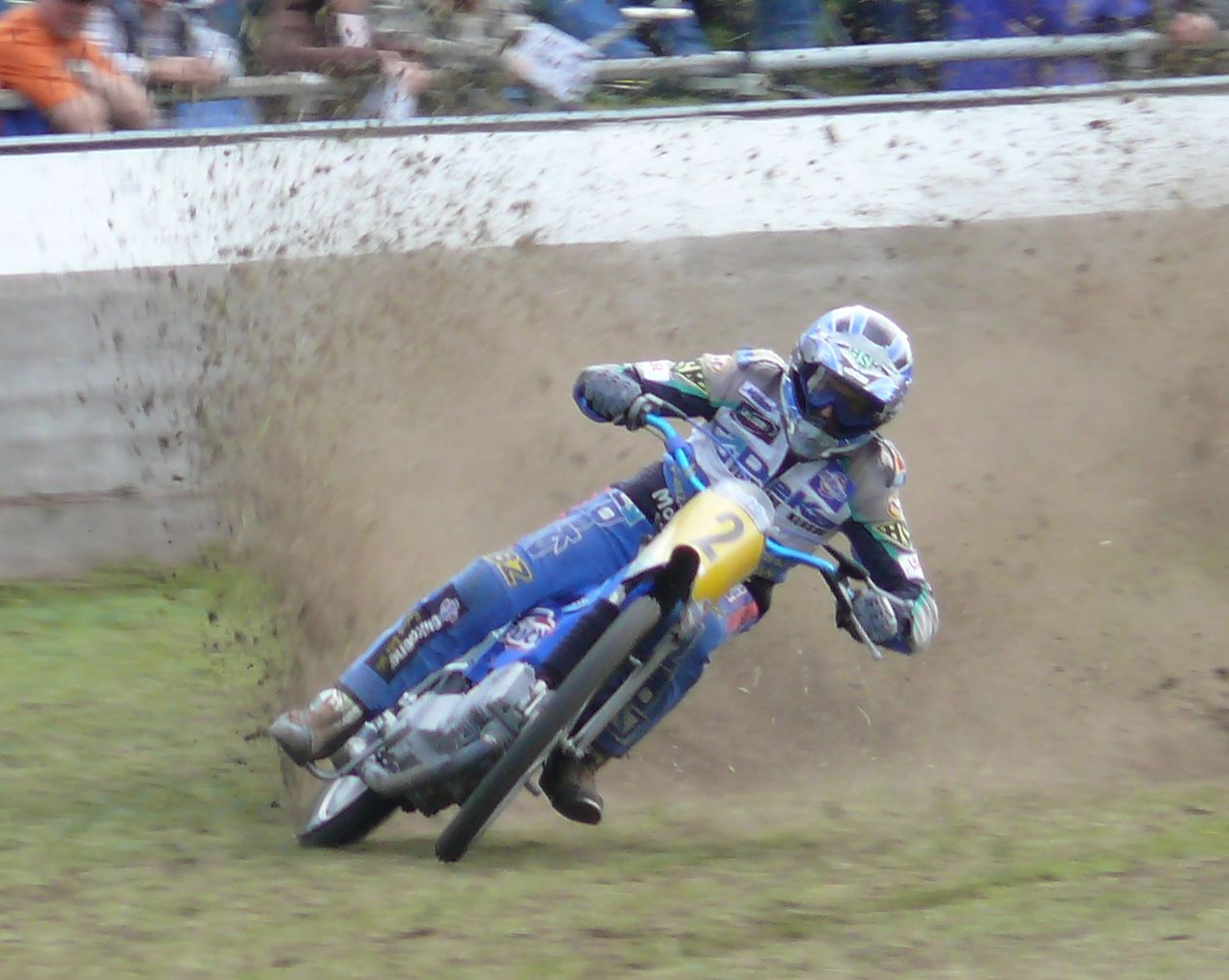
Bernd Diener in Lüdinghausen (2007)

Bernd Diener (* 19. Juni 1959 in Gengenbach) ist ein deutscher Motorrad-Bahnrennfahrer.

## Karriere
Bernd Diener begann seine Karriere bereits 1979 und ist noch heute international erfolgreich aktiv, weswegen er als der dienstälteste deutsche Motorrad-Rennfahrer bezeichnet werden kann.
1983 stand Diener erstmals im Grasbahn-EM Finale und 1986 bestritt er im niederbayerischen Pfarrkirchen sein erstes Langbahn-WM Finale, das er mit dem 7. Platz abschloss. In der Speedway-Bundesliga startete er für den MSC Diedenbergen, gemeinsam mit seinen Brüdern Heinrich und Hubert Diener.
Seine größten Erfolge sind die Langbahn-Vizeweltmeisterschaft 1996, die Grasbahn-Europameisterschaft 1999, der Gewinn der Langbahn-Team WM 2008 und 2012, sowie die Deutsche Langbahnmeisterschaft im Jahre 2000. Der heute 54-jährige Bernd Diener belegte beim Langbahn-WM Grand Prix Challenge im September 2013 in Mühldorf am Inn den sechsten Platz und kann somit 2014 als 55-Jähriger noch an der Langbahn-Weltmeisterschaft teilnehmen.

## Erfolge
Einzel:
- Langbahn-Vizeweltmeister: 1996
- Grasbahn-Europameister: 1999
- Deutscher Langbahnmeister: 2000

Team:
- Langbahn-Teamweltmeister: 2008, 2012
- Speedway-Bundesliga: MSC Diedenbergen

## Persönliches
Bernd Diener stammt aus einer Rennfahrer-Familie des Schwarzwaldes: seine beiden Brüder Hubert (* 1956) und Heinrich (* 1958) standen ebenfalls im Langbahn-WM Finale.